# 土曜ドラマ (NHK)
『土曜ドラマ』（どようドラマ）は、NHK総合で1975年10月に開始され、終了と再開を繰り返しつつ断続的に放送されている連続ドラマ枠のタイトル。通常クールごとに区切るドラマの定型と違い、1話完結もしくは数話（平均で5 - 6話 = 半クール程度）で終わる形態をとっている。
2011年10月から2013年3月まで放送された『土曜ドラマスペシャル』についても本記事で説明する。

## 歴史

### 創設当初
1960年代のNHKでは、今では考えられないほど多様なドラマ編成をしていた。『連続テレビ小説』、『大河ドラマ』の他にも、『スペシャルドラマ』、『夜の連続ドラマ』、社会派ドラマ『テレビ劇場』、『NHK劇場』、『黒の組曲』、ヒューマンドラマ『現代人間模様』、『テレビ指定席』、ホームドラマ『文芸劇場』、『創作劇場』、時代劇『金曜ドラマ』、青少年ドラマ『こども名作座』など、ジャンルや訴求対象を異にするドラマ枠がずらっと並んでいた。それが1964年の東京オリンピック大会を境に激減し、1970年代に入ると『連続テレビ小説』、『大河ドラマ』、『スペシャルドラマ』、『銀河ドラマ』（⇒銀河テレビ小説）、『金曜ドラマ』、『少年ドラマシリーズ』の6枠を数えるのみとなった。これは東京オリンピック大会に総力を注ぐため、他番組の企画管理を厳しくしたからであるが、結果、ドラマ枠が激減し、NHKドラマは低迷期を迎えることとなる。もちろんその間にも、『連続テレビ小説』や『大河ドラマ』はヒットしていた。しかし、企画の締めつけとドラマ枠の激減が現状に甘んじる風潮を生み、挑戦意欲や実験精神を削いでいったことは確かである。
では、NHKはこの"失われた10年"の停滞をどのように打破したのか。1970年にドラマ部長になった川口幹夫（のち会長）が、そういった反省に立って自由な企画発想を後押ししたことが変革の第一歩である。一方、その変革の結実『土曜ドラマ』の誕生には、もう一つの教訓が働いていた。倉本聰の大河ドラマ『勝海舟』（1974年）に象徴される脚本家と俳優のトラブルである。倉本脚本は、音楽の入り方や間の取り方まで細かく書き入れる。こうした完全主義にNHKの若いスタッフが意を唱えこじれ、倉本は脚本を途中降板してしまう。また『勝海舟』は主演の渡哲也が病気降板し松方弘樹に交代。その松方がNHKの制作体制、労使対立問題などが絡むロケ現場の混乱等々を批判するなど、トラブルが絶えなかった。後年、川口はその教訓についてこう述べている。「（昭和）49年当時の作家とのすごいトラブルがありましたでしょう。あの時の教訓だと思うんです。どん底まで落っこちたわけですよ。作家の方には不信感をもってみられてね。その教訓をどうやって活かすのか、どうやって作家の方に対応するのか苦心惨憺してやったことが今、形となって表れてるんじゃないでしょうか」。この「形となって表れている」のが、『土曜ドラマ』や『ドラマ人間模様』（1977年～1988年）の創設と充実である。
土曜ドラマの創設には、作家の信頼を取り戻したいという動機があった。しかし現実には、「松本清張シリーズ」（1975年）から始まっている。なぜか、それは初代プロデューサー・近藤晋の根回しがそうさせたからである。近藤は、新設のドラマでは若手のディレクターを起用したかった。しかし、NHKあげての取り組みとなると、当時第一線で活躍していた和田勉らが黙っていない。そこで、まず彼らを優先して松本清張ものを撮らせ、次に「平岩弓枝シリーズ」、「懐かしの名作シリーズ」を編成し、その後の「山田太一シリーズ『男たちの旅路』に若手の中村克史（のちドラマ部長、編成部長などを歴任）を抜擢したのである。
「松本清張シリーズ」は1975年～1982年の間に計14作つくられている。この中で注目されるのは、大野靖子・和田勉（演出）のコンビである。『遠い接近』（1975年）、『天城越え』（1978年）、『火の記憶』（同年）の3作を手がけているが、そのうちの『遠い接近』でプラハ国際テレビ祭で金賞、『天城越え』で芸術祭大賞を受賞している。また大野は、佐々木昭一郎（演出）と組んだ「劇画シリーズ『紅い花』」（1976年）でも芸術祭大賞を受賞している。
基本的に上半期（4月～9月）の休止をはさむ形をとり、プロ野球のオフシーズンに当たる下半期（10月 - 翌年3月）を中心に放送され、そのテーマソングも印象的な『阿修羅のごとく』（1979年～1980年、脚本・向田邦子）をはじめとして、人気作家のドラマ化作品が多い。内容的には社会派ドラマ・ホームドラマ・推理ドラマなどが多い。1984年に枠としての放送は一時終了し、『ドラマ人間模様』を土曜日に放送した。その後、プロ野球中継が主に衛星第1放送→BS1にシフトされたこともあり、1988年からほぼ通年で、断続的に1998年3月まで再び『土曜ドラマ』が放送された。1998年4月から2年間は『NHKドラマ館』の枠タイトルとなるが、2000年改編で21時台は『NHKスペシャル』を放送されることなったため、ドラマは平日に移ることになった。

### 2005年から2010年まで
2005年12月、一連のNHKの不祥事からの経営再建を目指す一環で行う改編に伴って、『土曜ドラマ』は枠名として復活した。基本的な流れとしては、『月曜ドラマシリーズ』（2005年3月で一旦終了、その後『月曜劇場』として当初1クールごとに、『きよしとこの夜』との交代形式で放送し、7月に「ジイジ2〜孫といた夏〜」を放送）を引き継ぐ形を取り、スタッフの多くは23時のNHKの帯番組枠として2002年から2005年12月（アンコールを含むと2006年3月）まで放送された『よるドラ』シリーズから転籍してきたため、事実上『よるドラ』と『月曜ドラマ』の整理・統合ともいえる。
放送時間は『サタデースポーツ』などに替わり、毎週土曜22時 - 22時58分である。2006年4月8日『マチベン』からは、土曜21時台の『NHKスペシャル』が廃枠になったことと、23時台に海外ドラマ（韓国）を戻すため、1時間早まった21時 - 21時58分へ移動した（後に- 21時53分終了）。海外向けの『NHKワールド・プレミアム』でも総合と同時刻での放送となっている）。
『氷壁』開始当初から視聴率面では芳しくなく、1桁台を推移していたが、作品により2桁を獲得するものもあった。2010年1月にテレビ雑誌『テレビブロス』は番組枠「土曜ドラマ」として特集記事を組んだ。また、ほとんどの作品は半クール（5 - 6回程度）の中篇が主であり、10回前後の1クールの作品はほとんど放送されていなかった（ただし『土曜時代劇』や『月曜ドラマシリーズ』、『ドラマ10』など過去の作品で1クールをかけた長篇は年1 - 2本程度あった）。
最初期からあてはまることであるが、プロ野球中継がある日は放送時間が変更されたり、ドラマを編成しないこともあった（NHKは試合終了まで中継するため）。編成した日で中継が延長される場合は、時間が繰り下げられたり、中止して翌週以降に順延された。2006年4月22日の『マチベン』は21時45分からスタートしており（最初から45分遅く始まるように設定していて、試合が早く終わったため予定通りに放送）、同年5月27日の『ディロン〜運命の犬』は休止している。
NHK総合で定期的に放送される特別番組『日本の、これから』が21時台も放送する時は休止した。例外として2007年3月3日には、当時放送していた『ハゲタカ』を1時間繰り下げて放送し、替わりに『@ヒューマン』を休止した。
2006年9月頃から、直後に放送されていた番組『つながるテレビ@ヒューマン』（2007年4月15日から、日曜日23時 - 23時40分へ枠移動になった）のフライングスタートが取りやめられ、新聞のテレビ欄は21時 - 22時までの番組となっているが、放送時間は従前通り21時53分までで、21時53分 - 21時55分までの2分間は、ステーションブレイクとして番組宣伝などを、21時55分 - 22時は『NHKプレマップ』を放送している。また、2007年1月からはBSハイビジョンで先行放送が行われている（18時から18時58分。年度上半期はNHKプロ野球中継などで時間変更あり。2010年は基本的に本放送前日（金曜日）の18時50分 - 19時43分に放送）。
2010年4月以後、デジタル放送はステレオ2での解説放送が実施される（それ以前、『チャレンジド』が視覚障害者を取り上げた作品であることを踏まえ、デジタル・アナログともに解説を入れていたことはあった）。
テレビの完全デジタル化に伴う編成の抜本見直しに伴い、2010年10月の『チャンス』の放送終了をもって『NHKスペシャル』などの特別番組の編成枠となった。

### 2011・12年度（土曜ドラマスペシャル）
2011年に『TAROの塔』と『チャレンジド 〜卒業〜』の2作品が放送された後、同年10月からは土曜特集枠第2部（原則として21時 - 22時15分）の枠内で随時、『土曜ドラマスペシャル』として放送された。なお、この時期には夜に放送される現代劇の連続ドラマ枠として火曜日の『ドラマ10』（22時 - 22時45分もしくは22時50分）と、2011年10月新設の『よる★ドラ』（22時55 - 23時25分）があり、こちらは固定して続いているドラマ枠である。

### 2013・14年度
2013年4月以後は、土曜日の18-20時台を中心に家族層に受け入れられるレギュラー新番組が新設されたことと、22時台のスポーツ情報番組ゾーン強化に伴い、単発枠が事実上廃止になり（ただし長時間討論会やスポーツ中継など、従来通り単発番組を編成する場合もある）、また地デジ・BSを通して連続ドラマ枠を再度強化する観点から、『土曜ドラマスペシャル』を発展解消し、定時連続ドラマ枠（通常編成時は21時 - 22時）としての『土曜ドラマ』が再開されることになった。随時『NHKスペシャル』もこの時間帯（主に、前作と新作の谷間の週。作品によって21時50分まで）に編成するほか、毎週月曜に『ミッドナイトチャンネル』枠第1部にあたる原則 0時10分 - 1時10分（日曜深夜）にも再放送が行われたが、2014年10月度の改編でこの再放送が原則として土曜 0時10分 - 1時10分（金曜深夜）に時間枠を移転した。

### 2015年度
2015年度では、不定期で放送されていた『NHKスペシャル』が定期放送になったため、当番組は22時 - 22時45分に変更された。

### 2016年度
2016年度は2012年度以来4年ぶりに不定期放送に戻り、単発、もしくは2-3回程度の短期集中連続ドラマを中心にして編成予定であり、『NHKスペシャル』と交互に放送する。基本放送時間帯も21時 - 22時15分となるが作品によっては21時50分までの回もあるが、例外として4 - 6月に放送された「トットテレビ」は1本当たり28分の短縮版として20時15分 - 20時43分、10 - 11月に放送された「スニッファー嗅覚捜査官」は再び22時 - 22時43分で、この2つはNスペとの並列放送だった。

### 2017年度
2017年度は20時15分 - 20時43分の枠で放送された。

### 2018年度 -
2018年9月までは2017年度と同じく土曜日20時15分 - 20時45分の枠で放送したが、同10月以後は2016年度と同じく、原則としてNHKスペシャルと交互に21時 - 21時50分の枠で放送しており、連続放送である場合は1シリーズ5回程度、まれに『土曜ドラマスペシャル』の名義で単発や前後編なども放送する。
なお土曜日はこの時期から、18時5分 - 18時45分「土曜時代劇 → 土曜時代ドラマ」、23時30分 - 24時「よるドラ」と併せて連続ドラマ3枠体制がとられていた。なお、2021年度に「よるドラ」が月曜の22時45分 - 23時15分に移動、2022年度には「土曜時代ドラマ」が「特選!時代劇」に改題の上、日曜の6時10分 - 6時53分に移動したため、以後は1枠のみとなっている。
2022年4月改編で『サタデーウオッチ9』が当該時間帯（20時55分 - 22時）に放送されるため、本枠は放送時間を1時間繰り下げて、22:00-22:50の枠で放送となった。これにより、総合のゴールデンタイム帯に放送されているドラマ枠は「NHK大河ドラマ」のみとなった。またこれまで年数回、名古屋放送局製作作品があったが、費用対効果上、出演者に名古屋に来てもらって収録・生放送するのは効率が悪いという理由で、単発作品以外は事実上撤退している。
また、従来の日本国外向けの有料衛星放送・NHKワールド・プレミアム（北米向けのテレビジャパン、欧州・アフリカ向けのJSTVも含む）での、日本国内との同時生放送以外に、NHKワールドTVにおいても当枠で放送された作品を中心として「NHK Drama Showcase」と題して、原版のままで英語字幕スーパー入りにしたものと、英語吹き替え版にしたものの2種類（作品によっては字幕版のみ）に再構成した番組が毎週日曜日に各2回放送されている。
2025年10月以降はNHKスペシャル・未解決事件シリーズを22時台に定時番組化する。そのため土曜ドラマ枠は終了となる。

## 放送作品一覧

### 土曜ドラマ（第1・2・3次）

#### 第1次・1970年代
1975年
| タイトル                    | 放映日              | 話 数 | 脚本     | 演出     | 主な出演者                               | 備考                                        |
| --------------------------- | ------------------- | ----- | -------- | -------- | ---------------------------------------- | ------------------------------------------- |
| 松本清張シリーズ 遠い接近   | 10月18日            | 1     | 大野靖子 | 和田勉   | 小林桂樹、笠智衆、吉行和子、荒井注       | - 芸術祭優秀賞 - プラハ国際テレビ祭金賞受賞 |
| 松本清張シリーズ 中央流沙   | 10月25日            | 1     | 石松愛弘 | 和田勉   | 川崎敬三、佐藤慶、内藤武敏、中村玉緒     | - プラハ国際テレビ祭金賞受賞                |
| 松本清張シリーズ 愛の断層   | 11月1日             | 1     | 中島丈博 | 岡田勝   | 平幹二朗、香山美子、中谷一郎、殿山泰司   | - 原作：松本清張 「寒流」                   |
| 松本清張シリーズ 事故       | 11月8日             | 1     | 田中陽造 | 松本美彦 | 田村高広、山本陽子、野際陽子、二瓶康一   |                                             |
| 平岩弓枝シリーズ この町の人 | 11月22日 - 12月13日 | 4     | 平岩弓枝 |          | ミヤコ蝶々、西村晃、森繁久弥、由美かおる |                                             |
1976年
| タイトル                            | 放映日            | 話 数 | 脚本              | 演出         | 主な出演者                                 | 備考                                                                   |
| ----------------------------------- | ----------------- | ----- | ----------------- | ------------ | ------------------------------------------ | ---------------------------------------------------------------------- |
| 懐かしの名作シリーズ 愛染かつら     | 1月17日           | 1     | 中島丈博          | 和田勉       | 片岡孝夫、島田楊子、乙羽信子、平岩道子     | - 原作：川口松太郎                                                     |
| 懐かしの名作シリーズ 生ける人形     | 1月24日           | 1     | 大野靖子          | 宮沢俊樹     | 高橋英樹、関根恵子、安田道代、田武謙三     | - 原作：片岡鉄兵                                                       |
| 懐かしの名作シリーズ 浪華悲歌       | 1月31日           | 1     | 高橋玄洋          | 樋口昌弘     | 十朱幸代、河津清三郎、財津一郎、山田五十鈴 | - 原作：溝口健二                                                       |
| 懐かしの名作シリーズ 限りなき前進   | 2月7日            | 1     | 山内久 立原りゅう | 清水満       | 船越英二、仁科明子、村野武範、丹阿弥谷津子 | - 原作：小津安二郎                                                     |
| 山田太一シリーズ 男たちの旅路 第1部 | 2月28日 - 3月13日 | 3     | 山田太一          | 中村克史     | 鶴田浩二、森田健作、桃井かおり、水谷豊     |                                                                        |
| 劇画シリーズ 花に棲む               | 3月20日           | 1     | 能勢紘也          | 和田勉       | 篠田三郎、大谷直子、長岡輝子、角野卓造     | - 原作：林静一                                                         |
| 劇画シリーズ 寺島町奇譚             | 3月27日           | 1     | 中島丈博          | 江口浩之     | 秋吉久美子、三木のり平、赤木春恵、上条恒彦 | - 原作：滝田ゆう                                                       |
| 劇画シリーズ 紅い花                 | 4月3日            | 1     | 大野靖子          | 佐々木昭一郎 | 草野大悟、沢井桃子、渡部克浩、嵐寛寿郎     | - 原作：つげ義春 - 芸術祭大賞受賞 - エミー賞フィクション部門ノミネート |
| 城山三郎シリーズ 堂々たる打算       | 6月10日 - 7月15日 | 6     | 山内久            | 和田勉       | 丹波哲郎、日下武史、辰巳柳太朗、仁科明子   | - ドラマ人間模様で放送されたものの再編集                               |
1977年
| タイトル                            | 放映日             | 話 数 | 脚本       | 演出       | 主な出演者                                   | 備考                                     |
| ----------------------------------- | ------------------ | ----- | ---------- | ---------- | -------------------------------------------- | ---------------------------------------- |
| サスペンスシリーズ 閃光の遺産       | 1月8日             | 1     | 山田正弘   | 和田勉     | 井川比佐志、山形勲、藤圭子、三田村賢二       | - 原作：三好徹                           |
| サスペンスシリーズ 高層の死角       | 1月15日            | 1     | 立原りゅう | 清水満     | 藤岡弘、江原真二郎、新藤恵美、松山省二       | - 原作：森村誠一                         |
| サスペンスシリーズ 轢き逃げ         | 1月22日            | 1     | 高橋玄洋   | 宮沢俊樹   | 松坂慶子、竹脇無我、梅野泰康、安田道代       | - 原作：佐野洋                           |
| サスペンスシリーズ 暗い落日         | 1月29日            | 1     | 石堂淑朗   | 樋口昌弘   | 高橋幸治、佐分利信、藤村志保、仲谷昇         | - 原作：結城昌治                         |
| 山田太一シリーズ 男たちの旅路 第2部 | 2月5日 - 2月19日   | 3     | 山田太一   | 中村克史   | 鶴田浩二、池部良、水谷豊、桃井かおり、柴俊夫 |                                          |
| SFシリーズ およね平吉時穴道行       | 4月9日             | 1     | 杉山義法   | 重光亨彦   | 由美かおる、寺尾聡、西沢利明、近石真介       | - 原作：半村良                           |
| SFシリーズ 終りなき負債             | 4月16日            | 1     | 中島丈博   | 樋口昌弘   | 谷隼人、山﨑努、萩尾みどり、南美江、渚健二   | - 原作：小松左京                         |
| SFシリーズ もしも・あの時           | 4月23日            | 1     | 尾中洋一   | 和田智充   | 岡田茉莉子、江原真二郎、夏八木勲、根岸季衣   | - 原作：広瀬正 「エロス─もう一つの過去」 |
| 松本清張シリーズ 棲息分布           | 10月15日           | 1     | 石堂淑朗   | 和田勉     | 滝沢修、佐藤慶、津島恵子、中山麻里           | - 清張本人が出演                         |
| 松本清張シリーズ 最後の自画像       | 10月22日           | 1     | 向田邦子   | 和田勉     | いしだあゆみ、加藤治子、内藤武敏、乙羽信子   | - 原作：松本清張 「駅路」                |
| 松本清張シリーズ 依頼人             | 10月29日           | 1     | 山内久     | 高野喜世志 | 太地喜和子、小澤栄太郎、二木てるみ、沖雅也   | - 原作：松本清張 「折々のおぼえがき」    |
| 松本清張シリーズ たずね人           | 11月5日            | 1     | 早坂暁     | 重光亨彦   | 林隆三、鰐淵晴子、小山明子、戸浦六宏         | - 原作：松本清張 「私のくずかご」        |
| 山田太一シリーズ 男たちの旅路 第3部 | 11月12日 - 12月3日 | 3     | 山田太一   | 中村克史   | 鶴田浩二、水谷豊、桃井かおり、志村喬         |                                          |
1978年
| タイトル                          | 放映日              | 話 数 | 脚本     | 演出       | 主な出演者                                   | 備考                                |
| --------------------------------- | ------------------- | ----- | -------- | ---------- | -------------------------------------------- | ----------------------------------- |
| 高橋玄洋シリーズ 虹の花           | 1月7日              | 1     | 高橋玄洋 | 樋口昌弘   | 三田佳子、細川俊之、三益愛子、嵐芳夫         |                                     |
| 懐かしの名作シリーズ 兄とその妹   | 1月28日             | 1     | 岡部俊夫 | 川口孝夫   | 近藤正臣、檀ふみ、三田和代、鹿内孝           | - 原作：島津保次郎                  |
| 懐かしの名作シリーズ 出来ごころ   | 2月11日             | 1     | 山内久   | 高野喜世志 | 藤岡琢也、草笛光子、多岐川裕美、鶴来貴司     | - 原作：池田忠                      |
| 懐かしの名作シリーズ 人情紙風船   | 2月18日             | 1     | 尾中洋一 | 清水満     | フランキー堺、田村高広、香山美子、栗田ひろみ | - 原作：三村伸太郎                  |
| 田向正健シリーズ 優しい時代 第1部 | 2月25日 - 3月11日   | 3     | 田向正健 | 和田勉     | 篠田三郎、檀ふみ、下元勉、長門裕之           |                                     |
| 鎌田敏夫シリーズ 十字路 第1部     | 4月15日 - 4月29日   | 3     | 鎌田敏夫 | 中村克史   | 千葉真一、草刈正雄、赤塚真人                 |                                     |
| 松本清張シリーズ 天城越え         | 10月7日             | 1     | 大野靖子 | 和田勉     | 大谷直子、佐藤慶、鶴見辰吾、中村翫右衛門     | - 芸術祭大賞受賞 - 清張本人が出演   |
| 松本清張シリーズ 虚飾の花園       | 10月14日            | 1     | 高橋玄洋 | 樋口昌弘   | 岡田嘉子、奈良岡朋子、内藤武敏、河原崎建三   | - 原作：松本清張 「獄衣のない女囚」 |
| 松本清張シリーズ 一年半待て       | 10月21日            | 1     | 杉山義法 | 高野喜世志 | 香山美子、早川保、南風洋子、藤岡弘           |                                     |
| 松本清張シリーズ 火の記憶         | 10月28日            | 1     | 大野靖子 | 和田勉     | 高岡健二、秋吉久美子、村野武憲、山内明       |                                     |
| 田向正健シリーズ 優しい時代 第2部 | 11月11日 - 11月25日 | 3     | 田向正健 | 重光亨彦   | 篠田三郎、南沙織、木原光知子、木村夏江       |                                     |
| 鎌田敏夫シリーズ 十字路 第2部     | 12月2日 - 12月16日  | 3     | 鎌田敏夫 | 中村克史   | 千葉真一、草刈正雄、中村孝雄                 |                                     |
1979年
| タイトル                              | 放映日              | 話 数 | 脚本     | 演出     | 主な出演者                                   | 備考                                           |
| ------------------------------------- | ------------------- | ----- | -------- | -------- | -------------------------------------------- | ---------------------------------------------- |
| 向田邦子シリーズ 阿修羅のごとく       | 1月13日 - 2月3日    | 3     | 向田邦子 | 和田勉   | 八千草薫、いしだあゆみ、加藤治子、風吹ジュン |                                                |
| サスペンスロマンシリーズ 死にたがる子 | 2月17日             | 1     | 金子成人 | 中村克史 | 伊丹十三、宮本信子、春日和秀、清水健太郎     | - 原作：藤原審彌 - 第5回放送文化基金賞本賞受賞 |
| サスペンスロマンシリーズ 血痕追跡     | 2月24日             | 1     | 田向正健 | 富沢正幸 | 江守徹、山本陽子、草薙幸二郎、鈴木瑞穂       | - 原作：渡辺淳一                               |
| サスペンスロマンシリーズ 四角な船     | 3月3日              | 1     | 柴英三郎 | 布施実   | 竹脇無我、神山繁、山口果林、花沢徳衛         | - 原作：井上靖                                 |
| 市川森一シリーズ 失楽園 '79           | 3月10日 - 3月24日   | 3     | 市川森一 | 重光亨彦 | 根津甚八、桃井かおり、鹿賀丈史、谷啓         |                                                |
| 浪花人情シリーズ 大阪親不孝通り       | 10月13日            | 1     | 高橋正圀 | 川口孝夫 | 財津一郎、マキノ佐代子、野川由美子、嵐寛寿郎 |                                                |
| 浪花人情シリーズ 大阪発―あした        | 11月3日             | 1     | 金子成人 | 松尾武   | 国広富之、西村晃、浅野温子、はしだのりひこ   |                                                |
| 山田太一シリーズ 男たちの旅路 第4部   | 11月10日 - 11月24日 | 3     | 山田太一 | 中村克史 | 鶴田浩二、水谷豊、池部良、桃井かおり         |                                                |
| 城山三郎シリーズ 素直な戦士たち       | 12月8日 - 12月29日  | 4     | 山内久   | 宮沢俊樹 | 長山藍子、中谷一郎、小夜福子、水野久美       |                                                |

#### 第2次・1980年 - 1998年

##### 1980年
- 向田邦子シリーズ 阿修羅のごとく パートⅡ
- 離婚
- 松本清張シリーズ 天才画の女
- 戦後史実録シリーズ 空白の900分〜国鉄総裁怪死事件
- 早坂暁シリーズ 暁は寒かった
- さらばきらめきの日々
- 魂の夏

##### 1981年
- 向田邦子シリーズ 蛇蠍のごとく
- 女性シリーズ
  - わが青春のブルース（淡谷のり子の前半生を題材にしている）
  - 踊る（原作：吾妻徳穂「女でござる」）

- 市川森一シリーズ 君はまだ歌っているか
- 山田太一シリーズ タクシー・サンバ
- 城山三郎シリーズ 価格破壊

##### 1982年
- 松本清張シリーズ けものみち
- 大阪ドン・キホーテ
- 五木寛之シリーズ 横浜物語
- 遠雷と怒涛と
- 噂になった女たち 佐木隆三レポート
- わたしの父の反乱
- 田向正健シリーズ 希望
- 翔べ! 南十字星号

##### 1983年
- 追跡〜妻たちの反乱
- 追跡2〜私にも定年をください
- 渡辺淳一シリーズ 白き抗争
- 欲望
- 松本清張シリーズ 波の塔
- 話すことはない
- 華族の女
- わたしの名は女です

##### 1984年
- 青春スクランブル
- 渡辺淳一シリーズ 白夜（『土曜ドラマ』一時休止、1984年4月 - 1988年3月『ドラマ人間模様』に移行）

##### 1988年
- 結婚する手続き
- カイワレ族の戦い

##### 1989年
- 十九歳
- ときめき宣言
- 翔べひよっ子
- 夕陽をあびて
- 兄弟 〜あにおとうと〜

##### 1990年
- 別の愛
- 家族の値段
- 恋愛模様
- 理想の男性

##### 1991年
- 新十津川物語 明治編

##### 1992年
- チロルの挽歌
- 新・王将
- オバサンなんて呼ばないで!
- 恐怖の航海
- 潮風のサラ
- 春むかし
- 新十津川物語 大正編・昭和編
- 愛を忘れないで
- 流れてやまず
- 地球をダメにする50のかんたんな方法
- パパ嘘だと言って
- 推定有罪
- とおせんぼ通り

##### 1993年
- 欅の家
- 大草原に還る日
- 私が愛したウルトラセブン
- 消えた金塊ブリンクス・マット強奪事件
- パパとアリスの奮戦記
- ミス・ローズ・ホワイトの秘密
- 春の一族
- 系列パート1
- オバサン、咲いた!
- 三十三年目の台風
- がんばらんば〜平成の島原大変〜
- 勇士たちの帰郷
- 街角
- エトロフ遥かなり
- 愛が聞こえます
- 聞こえるかい心の歌が

##### 1994年
- 五右衛門
- 銀行 男たちのサバイバル（全3回）
- 否認
- 幸福の条件
- 米田家の行方
- 北山一平 アイラブ人生
- 黄昏の甘い恋歌 ときめき御用達・おばちゃまは元気印!
- 系列 パート2
- 秋の一族
- 和菓子の味
- 妻よ

##### 1995年
- もうひとつの家族
- ゼロの焦点（全2回）
- 放送記者物語
- 涙たたえて微笑せよ 明治の息子・島田清次郎
- 鏡の調書天使が街にやってきた
- 家族旅行
- 天上の青
- 遠い国からの殺人者
- 八月の叫び
- 刑事 蛇に横切られる
- 新宿鮫 〜無間人形〜
- メナムは眠らず
- されど、わが愛
- 天空に夢輝き 〜手塚治虫の夏休み〜
- やらまいか!
- 夏の一族
- ストックホルムの密使
- 百年の男鯉のように百年生きろ
- 一日三回食後に服用・よひんびん物語
- 大地の子

##### 1996年
- 最後の弾丸
- 官僚たちの夏
- ランタナの花の咲く頃に
- 水辺の男
- ぜいたくな家族
- 照柿
- 病院
- ちいさな大冒険
- 我等の放課後
- カンパニー
- 秋の選択
- 憲法はまだか
- 女にも七人の敵

##### 1997年
- 新宿鮫 〜屍蘭〜
- おごるな上司!
- うどんとビデオ
- いのちの事件簿 〜福祉の最前線でケースワーカーは今〜
- 風のねがい
- もうひとつの心臓
- 女たちの帝国
- 唄を忘れたカナリヤは…
- 生前予約〜現代葬儀事情
- スズキさんの休息と遍歴
- 熱の島で〜ヒートアイランド東京
- 極楽遊園地

##### 1998年
- 流通戦争
- 新宿鮫 〜毒猿〜
- 黄昏流星群〜恋をもう一度
- 風になれ鳥になれ
- ラスト・イニング

#### 第3次・2005年 - 2011年
以下、特記がないものはNHK放送センター自社製作。
第3次以後は、一部の作品でNHK関連法人や外部プロダクションに製作を委託するものがある。

##### 2005年
- クライマーズ・ハイ（12月10日 - 17日、全2回、原作：横山秀夫、主演：佐藤浩市）

##### 2006年
- 氷壁（1月14日 - 2月25日、全6回、原作：井上靖、主演：玉木宏）
- 繋がれた明日（3月4日 - 25日、全4回、原作：真保裕一、主演：青木崇高）
- マチベン（4月8日 - 5月13日、全6回、主演：江角マキコ）
- ディロン〜運命の犬（5月20日 - 7月1日、全5回、原作：井上こみち、主演：樋口可南子）
- 人生はフルコース（7月8日 - 7月22日、全3回、原作：佐藤陽、主演：高嶋政伸）
- 新・人間交差点（8月19日 - 9月2日、全3回、原作：矢島正雄・弘兼憲史「人間交差点」、主演：仲代達矢）
- クライマーズ・ハイ（再放送、9月30日 - 10月7日）
- 魂萌え!（10月21日 - 11月4日、全3回、原作：桐野夏生、主演：高畑淳子）
- ウォーカーズ〜迷子の大人たち（11月11日 - 12月2日、全4回、主演：江口洋介）
- ディロン〜クリスマスの約束（12月23日、単発スペシャル、原作：井上こみち、主演：樋口可南子）

##### 2007年
- ちゅらさん4（1月13日 - 20日、全2回、主演：国仲涼子）
- スロースタート（1月27日 - 2月3日、全2回、原作：荒川龍、主演：水野美紀）
- ハゲタカ（2月17日 - 3月24日、全6回、原作：真山仁「ハゲタカ」、主演：大森南朋）
- 病院のチカラ〜星空ホスピタル〜（4月7日 - 5月12日、全6回、主演：菊川怜）
- こんにちは、母さん（5月26日 - 6月16日、全4回、原作：永井愛、主演：加藤治子）
- 新マチベン 〜オトナの出番〜（6月30日 - 8月4日、全6回、主演：渡哲也）
- 勉強していたい!（8月18日 - 9月1日、全3回、原作：山本純士、主演：長野博）
- ジャッジ 〜島の裁判官奮闘記〜（10月6日 - 11月10日、全5回、主演：西島秀俊 製作：NHK大阪）
- ひとがた流し（12月1日 - 15日、全3回、原作：北村薫、主演：沢口靖子 製作：東宝・NHKエンタープライズ）

##### 2008年
- フルスイング（1月19日 - 2月23日、全6回、原作：門田隆将、主演：高橋克実）
- 刑事の現場（3月1日 - 29日、全4回、主演：寺尾聰・森山未來 製作：NHK名古屋）
- トップセールス（4月12日 - 5月31日、全6回、主演：夏川結衣）
- 監査法人（6月14日 - 7月19日、全6回、主演：塚本高史・松下奈緒 製作：NHK名古屋）
- 上海タイフーン（9月13日 - 10月18日、全6回、主演：木村多江 製作：NHKエンタープライズ）
- ジャッジII 島の裁判官 奮闘記（10月25日 - 11月22日、全5回、主演：西島秀俊、製作：NHK大阪）

##### 2009年
- 刑事の現場（再放送、1月10日 - 1月31日）
- 遥かなる絆（4月18日 - 5月23日、全6回、原作：城戸久枝、主演：鈴木杏）
- 風に舞いあがるビニールシート（5月30日 - 7月4日、全5回、原作：森絵都、主演：吹石一恵）
- リミット-刑事の現場2-（7月11日 - 8月8日、全5回、主演：森山未來・武田鉄矢 製作：NHK名古屋）
- 再生の町（8月29日 - 9月26日、全5回、主演：筒井道隆 製作：NHK大阪）
- チャレンジド（10月10日 - 11月7日、全5回、主演：佐々木蔵之介 製作：NHKエンタープライズ、ケイ・ファクトリー）
- 外事警察（11月14日 - 12月19日、全6回、原作：麻生幾、主演：渡部篤郎 製作：NHKエンタープライズ）

##### 2010年
- 君たちに明日はない（1月16日 - 2月27日、全6回、原作：垣根涼介、主演：坂口憲二）
- チェイス〜国税査察官〜（4月17日 - 5月22日、全6回、主演：江口洋介）
- 鉄の骨（7月3日 - 7月31日、全5回、原作：池井戸潤、主演：小池徹平 製作：NHK名古屋）
- チャンス（8月28日 - 10月2日、全6回、原作：小林慧、主演：藤原紀香 製作：NHKエンタープライズ）

##### 2011年
- TAROの塔（2月26日 - 4月2日、全4回、主演：松尾スズキ 製作：NHKエンタープライズ、製作協力：NHKアート、NHKメディアテクノロジー）
- チャレンジド 〜卒業〜（5月14日 - 5月21日、全2回、主演：佐々木蔵之介、製作：NHKエンタープライズ、ケイ・ファクトリー）

### 土曜ドラマスペシャル：2011年 - 2013年

#### 2011年
- 神様の女房（10月1日 - 15日、全3回、原作：髙橋誠之介、主演：常盤貴子 製作：NHKエンタープライズ）
- 使命と魂のリミット（11月5日 - 12日、全2回、原作：東野圭吾、主演：石原さとみ）
- 蝶々さん〜最後の武士の娘〜（11月19日 - 26日、全2回、原作：市川森一「蝶々さん」、主演：宮﨑あおい 製作：NHKエンタープライズ）
- 真珠湾からの帰還 〜軍神と捕虜第一号〜（12月10日、主演：青木崇高 製作：NHK名古屋）

#### 2012年
- とんび（1月7日 - 14日、全2回、原作：重松清、主演：堤真一）
- キルトの家（1月28日 - 2月4日、全2回、主演：山﨑努）
- 家で死ぬということ（2月25日、主演：高橋克典）
- それからの海（3月3日、主演：橋本麻由）
- あっこと僕らが生きた夏（4月14日 - 21日、全2回、原作：有村千裕、主演：川島海荷）
- 永遠の泉（6月16日、原作：藤原新也、主演：寺尾聰）
- 負けて、勝つ 〜戦後を創った男・吉田茂〜（9月8日 - 10月6日、全5回、主演：渡辺謙）
- 実験刑事トトリ（11月3日 - 12月1日、全5回、主演：三上博史）

#### 2013年
- メイドインジャパン（1月26日 - 2月9日 、全3回、主演：唐沢寿明）テレビ放送60年記念ドラマ
- 火怨・北の英雄 アテルイ伝（3月23・30日。全2回 BS時代劇で4回放送された内容を長編2本に再構成したもの、製作：NHKエンタープライズ）

### 土曜ドラマ（第4次）

#### 第4次・2013年 -

##### 2013年
- ご縁ハンター（4月13日 - 27日、全3回、主演：観月ありさ）
- 島の先生（5月25日 - 6月29日、全6回、主演：仲間由紀恵）
- 七つの会議（7月13日 - 8月3日、全4回、原作：池井戸潤、主演：東山紀之）
- 夫婦善哉（8月24日 - 9月14日、全4回、原作：織田作之助、主演：森山未來・尾野真千子、製作：NHK大阪、製作協力：東映太秦映画村）NHK大阪放送局放送開始60周年記念ドラマ
- 実験刑事トトリ2（10月12日 - 11月16日、全6回、主演：三上博史）
- 太陽の罠（11月30日 - 12月21日、全4回、主演：西島隆弘、制作：NHK名古屋）

##### 2014年
- 足尾から来た女（1月18日 - 1月25日、全2回、主演：尾野真千子）
- ロング・グッドバイ（4月19日 - 5月17日、全5回、原作：レイモンド・チャンドラー、主演：浅野忠信、製作：NHKエンタープライズ）
- 55歳からのハローライフ（6月14日 - 7月12日、全5回、原作：村上龍、主演：リリー・フランキー ほか）※オムニバス
- 芙蓉の人〜富士山頂の妻（7月26日 - 9月6日、全6回、原作：新田次郎、主演：松下奈緒）
- ボーダーライン（10月4日 - 11月1日、全5回、主演：小池徹平、製作：NHK大阪）
- ダークスーツ（11月22日 - 12月27日、全6回、主演：斎藤工）

##### 2015年
- 限界集落株式会社（1月31日 - 2月28日、全5回、原作：黒野伸一、主演：反町隆史）
- 64（ロクヨン）（4月18日 - 5月16日、全5回、原作：横山秀夫、主演：ピエール瀧）
- ちゃんぽん食べたか（5月30日 - 8月1日、全9回、原作：さだまさし、主演：菅田将暉）
- 破裂（10月10日 - 11月21日、全7回、原作：久坂部羊、主演：椎名桔平）

##### 2016年
- 逃げる女（1月9日 - 2月13日、全6回、主演：水野美紀）
- 恋の三陸 列車コンで行こう!（2月27日 - 3月12日、全3回、主演：松下奈緒）※特集ドラマ扱い
- 大河ファンタジー・精霊の守り人シーズン1（3月19日-4月9日 全4回、原作：上橋菜穂子、主演：綾瀬はるか）※特集ドラマ扱い
- トットてれび (4月30日 - 6月18日、全7回、原作：黒柳徹子、主演：満島ひかり)※本作に限り20時15分 - 20時43分放送
- 夏目漱石の妻（9月24日 - 10月15日、全4回、原案：夏目鏡子・松岡譲、主演：尾野真千子）
- スニッファー 嗅覚捜査官（10月22日 - 12月3日、全7回、主演：阿部寛）※本作に限り22時 - 22時43分放送
- スクラップ・アンド・ビルド（12月17日、原作：羽田圭介、主演：柄本佑、製作：NHK大阪）

##### 2017年
- 大河ファンタジー・精霊の守り人シーズン2「悲しき破壊神」（1月21日 - 3月18日、全9回、原作：上橋菜穂子、主演：綾瀬はるか）※特集ドラマ扱い
- 4号警備（4月8日 - 5月20日、全7回、主演：窪田正孝、北村一輝）
- 幕末グルメ ブシメシ!（6月10日 - 7月15日、全6回、原作：土山しげる、主演：瀬戸康史）
- 1942年のプレイボール（8月12日、主演：太賀、製作：NHK名古屋）※土曜ドラマスペシャル
- 植木等とのぼせもん（9月2日 - 10月21日、全8回、原案：小松政夫、主演：山本耕史）
- 大河ファンタジー・精霊の守り人 最終章（11月25日 - 2018年1月27日、全9回、原作：上橋菜穂子、主演：綾瀬はるか）※特集ドラマ扱い

##### 2018年
- やけに弁の立つ弁護士が学校でほえる（4月21日 - 5月26日、全6回、主演：神木隆之介）
- バカボンのパパよりバカなパパ（6月30日 - 7月28日、全5回、原作：赤塚りえ子、主演：玉山鉄二）
- 不惑のスクラム（9月1日 - 10月13日、全7回、原作：安藤祐介、主演：高橋克典、製作：NHK大阪）
- フェイクニュース あるいはどこか遠くの戦争の話（10月20日 - 27日、全2回、主演：北川景子）
- 炎上弁護人（12月15日、主演：真木よう子）※土曜ドラマスペシャル

##### 2019年
- 母、帰る〜AIの遺言〜（1月5日、主演：柳楽優弥）
- ベトナムのひかり〜ボクが無償医療を始めた理由〜（1月12日、主演：濱田岳、製作：NHK大阪）※土曜ドラマスペシャル
- みかづき（1月26日 - 2月23日、全5回、原作：森絵都、主演：高橋一生・永作博美）
- 浮世の画家（3月30日、原作：カズオ・イシグロ、主演：渡辺謙）
- デジタル・タトゥー（5月18日 - 6月15日、全5回、原案：河瀬季、主演：高橋克実）
- サギデカ（8月31日 - 9月28日、全5回、主演：木村文乃）
- 少年寅次郎（10月19日 - 11月16日、全5回、原作：山田洋次、主演：井上真央）
- みをつくし料理帖スペシャル（12月14日 - 21日、全2回、原作：髙田郁、主演：黒木華）

##### 2020年
- 心の傷を癒すということ（1月18日 - 2月8日、全4回、原案：安克昌、主演：柄本佑、製作：NHK大阪）
- 三浦部長、本日付けで女性になります。（3月21日、主演：ムロツヨシ）
- 路〜台湾エクスプレス〜（5月16日 - 30日、全3回、原作：吉田修一、主演：波瑠、共同制作：PTS）日台共同制作ドラマ
- 天使にリクエストを〜人生最後の願い〜（9月19日 - 10月17日、全5回、主演：江口洋介）
- ノースライト（12月12日 - 19日、全2回、原作：横山秀夫、主演：西島秀俊）

##### 2021年
- 六畳間のピアノマン（2月6日 - 27日、全4回、原作：安藤祐介、主演：加藤シゲアキ ほか、製作：NHK大阪）※オムニバス
- きよしこ（3月20日、原作：重松清、主演：安田顕）
- 今ここにある危機とぼくの好感度について（4月24日 - 5月29日、全5回、主演：松坂桃李）
- ひきこもり先生（6月12日 - 7月10日、全5回、原案：菱田信也、主演：佐藤二朗）
- 正義の天秤（9月25日 - 10月23日、全5回、原作：大門剛明、主演：亀梨和也〈KAT-TUN〉）
- 風の向こうへ駆け抜けろ（12月18日 - 25日、全2回、原作：古内一絵、主演：平手友梨奈）

##### 2022年
- わげもん〜長崎通訳異聞〜（1月8日 - 29日、全4回、主演：永瀬廉〈King & Prince〉、製作：NHK大阪）
- エンディングカット（3月19日、原作：新井まさみ、主演：芦田愛菜）
- 17才の帝国（5月7日 - 6月4日、全5回、主演：神尾楓珠）
- 空白を満たしなさい（6月25日 - 7月30日、全5回、原作：平野啓一郎、主演：柄本佑）
- 一橋桐子の犯罪日記（10月8日 - 11月5日、全5回、原作：原田ひ香、主演：松坂慶子）
- ひきこもり先生 シーズン2（12月17日 - 24日、全2回、原案：菱田信也、主演：佐藤二朗）

##### 2023年
- 探偵ロマンス（1月21日 - 2月11日、全4回、主演：濱田岳、製作：NHK大阪）
- 正義の天秤season2（5月6日 - 6月3日、全5回、原作：大門剛明、主演：亀梨和也〈KAT-TUN〉）
- やさしい猫（6月24日 - 7月29日、全5回、原作：中島京子、主演：優香）
- 遥かなる山の呼び声（9月23日 - 10月14日、全4回、原作：山田洋次、主演：阿部寛・常盤貴子）
- ガラパゴス（11月4日 - 25日、全4回、原作：相場英雄、主演：織田裕二）
- デフ・ヴォイス 法廷の手話通訳士（12月16日 - 23日、全2回、原作：丸山正樹、主演：草彅剛）

##### 2024年
- お別れホスピタル（2月3日 - 24日、全4回、原作：沖田×華、主演：岸井ゆきの）
- パーセント（5月11日 - 6月1日、全4回、主演：伊藤万理華、製作：NHK大阪）
- Shrink-精神科医ヨワイ-（8月31日 - 9月14日、全3回、原作：七海仁・月子、主演：中村倫也）
- 3000万（10月5日 - 11月23日、全8回、主演：安達祐実）

##### 2025年
- リラの花咲くけものみち（2月1日 - 15日、全3回、原作：藤岡陽子、主演：山田杏奈）
- 水平線のうた（3月1日 - 8日、全2回、原案：岩代太郎、主演：阿部寛）
- 地震のあとで（4月5日 - 26日、全4回、原作：村上春樹、主演：岡田将生・鳴海唯・渡辺大知・佐藤浩市）※オムニバス
- エンジェルフライト（5月3日 - 6月7日、全6回、原作：佐々涼子、主演：米倉涼子）
- ひとりでしにたい（6月21日 - 8月2日、全6回、原作：カレー沢薫、主演：綾瀬はるか）
- 母の待つ里（8月30日 - 9月20日、全4回、原作：浅田次郎、主演：中井貴一）